# Tetefortina fotadrevoana
Tetefortina fotadrevoana är en insektsart som beskrevs av Marius Descamps och Wintrebert 1965. Tetefortina fotadrevoana ingår i släktet Tetefortina och familjen Euschmidtiidae. Inga underarter finns listade i Catalogue of Life.